# Frances Berdan
Frances Berdan est une mésoaméricaniste américaine. Elle a obtenu son doctorat à l'université du Texas en 1975. Elle est, depuis, professeur d'anthropologie à l'université d'État de Californie. Ses recherches portent en particulier sur l'économie aztèque et les documents coloniaux en nahuatl.